# Râul Ghilăuca, Putreda
Râul Ghilăuca este un curs de apă, afluent al râului Putreda. 